# Jorge Fresquet
Jorge Alberto Fresquet Tobar (Medellín; 20 de junio de 1961) es un cantante y compositor colombiano, conocido principalmente por ser el vocalista de la agrupación de rock caleña Krönös.

## Biografía
Jorge Fresquet nacería en Medellín, ciudad en la que su padre, el argentino Carlos Fresquet, se desempeñaba como futbolista en el Independiente Medellín. Jorge llegaría a la ciudad de Cali, donde desarrollaría su carrera musical, luego de que su padre empezara a jugar en el América de Cali. Sería en esta ciudad, mientras estudiaba comunicación social en la Universidad del Valle, que tendría su primer contacto con bandas de rock británico como  Genesis y Emerson, Lake & Palmer.
Formaría su primera banda llamada Krisis en 1980. En 1982 junto a Mario González, Ezequiel Mizrahi y Andrés Mora; Fresquet formaría la agrupación KAOS en la que tocaba la batería y cantaba. Con esta agrupación grabaría dos sencillos: Heavy y La Fuga, con los que se daría a conocer.

### París
Luego de cinco años formando parte de KAOS, Fresquet recibe la invitación de la banda parisina Dark Heaven, proyecto en el que hacían parte Juan Carlos Murcia y Diego Obando, dos músicos colombianos que lo conocían, para unirse a sus filas. A pesar de la disolución de Dark Heaven, Fresquet continuaría en la capital francesa militando en la agrupación de speed metal Fire Fox, a la cual llegaría por medio de su mánager Bertrand Herion. Durante los siguientes dos años Fire Fox cosecharía un gran éxito, lo que les permitió ser escogidos por la revista de rock más importante de Francia, Hard Rock Magazine, para ser parte del recopilatorio Rendez-Vouz. El tema escogido para el recopilatorio sería Take the Power de Herve Rayna. Ese mismo año (1989), sería uno de los 5 vocalistas escogidos para acompañar al guitarrista Marty Friedman en su gira.
París sería una ciudad que influenciaría fuertemente la carrera musical de Fresquet. En la capital del país galo estudiaría solfeo y técnica vocal en el Conservatorio Hector Berlioz bajo la directriz del tenor Guy Chauvert.

### Krönös
En marzo de ese año Fresquet regresaría a Cali luego de recibir la invitación de guitarrista David Corkidi para formar parte de una nueva agrupación: Krönös, a la cual también se uniría su otrora compañero en KAOS, Andrés Mora. En 1990 firmaría con la disquera Sonolux para grabar el super sencillo Fuego en mis venas. Junto a Krönos tocarían teloneando a Guns N' Roses  en el Estadio Nemesio Camacho El Campín de Bogotá, y tocaría junto a Roger Daltrey y David Gilmour en el Estadio Olímpico Pascual Guerrero de la capital vallecaucana.
En 1993 haría parte del musical Jesus Christ Superstar de Andrew Lloyd Webber y Tim Rice en su versión para Colombia. Durante las 42 funciones en el Teatro Libre de Bogotá, Fresquet interpretaría a Judas Iscariote, lo que a la postre ayudaría a posicionar su carrera. Cinco años más tarde, Fresquet interpretaría a Jesús de Nazaret en el musical dirigido por Fanny Mikey,Y se armó la mojiganga.
Junto a Krönös, Fresquet se volvería todo un ícono del rock caleño y colombiano. En esta agrupación se mantendría por cerca de veinte años, produciendo 3 discos: Volver a empezar (1993), Todo está bien (2003) y Mil doscientas sensaciones (2007); además del recopilatorio Latinos y metálicos (1991).
A mediados de 2010 se daría a conocer la salida de Fresquet del grupo para emprender su carrera como solista.

### Carrera solista
La idea de un trabajo en solitario ya tentaba a Fresquet desde 2002. Ese año había viajado a Bogotá para reunirse con el productor Julio Nava al cual le presentaría una selección de temas. Sin embargo ante la inminente salida al mercado del disco Todo está bien, Fresquet se decantó por quedarse y apostar  sus energías en Krönös. en 2010, ante la idea de un nuevo disco del grupo, Fresquet y Corkidi difieren en cuanto a la idea musical del disco, por lo cual decide hacerse a un lado y realizar su proyecto en solitario pospuesto hace mucho.
En julio saca un demo bajo el nombre de FRESQUET que incluiría dos temas inéditos: Partime el corazón y Pacífico Paraíso. en 2012 vería la luz el disco A la carga, con el cual el cantante presenta oficialmente su propuesta como solista.
El artista define el disco como un proyecto de ciudad, en donde relata historias de Cali durante los años 70 y 80, retratada en las historias de Andrés Caicedo (El Parche Canta Rana), los conflictos ocasionados por los enfrentamientos universitarios contra fuerzas del Estado (Nada cambió), y la caza de ballenas (No hay sirenas), entre otros temas que a pesar de todo siguen en la actualidad y con un marcado sentido social y de ciudad. El disco cuenta con la colaboración de Elkin Ramírez de la agrupación Kraken en la canción Hagamos una canción. El 1 de noviembre de 2012 el disco fue oficialmente presentado al público en una presentación en el Teatro Jorge Isaacs.

### Regreso a Krönös
Cuatro años después de dejar Krönös, la banda hace oficial el regreso de Fresquet como vocalista del ícono caleño de rock. A través de las redes sociales presentan la canción Te busco, con el cual presentan la nueva imagen y sonido del grupo.

## Discografía
- Rendez-Vouz (Con la canción Take the Power de Herve Rayna, 1989). Recopilatorio.
- Fuego en mis venas (1990). Supersencillo.
- Latinos y metálicos (1991). Recopilatorio.
- Volver a Empezar (1993)
- Todo está bien (2003)
- Mil doscientas sensaciones (2007)
- FRESQUET (2011). Demo.
- A la Carga (2012)